# Plácido Garrido Mendivil
Plácido Garrido Mendivil fue un médico y político peruano. 
Participó como médico en la Campaña de Tarapacá y la Campaña de Lima como Jefe de Ambulancias Civiles de la Cruz Roja Peruana durante la Guerra del Pacífico. Garrido es autor de un parte luego de la Batalla del Alto de la Alianza que grafica los horrores de la Guerra del Pacífico:

ni un solo herido nuestro, solo cadáveres, muchos de ellos, en particular jefes y oficiales, con los rostros desfigurados, partidos unos por la boca i otros por la frente; algunos con balazos en los ojos, que habían salido de sus órbitas; desnudos de su uniforme, i varios hasta de la ropa interior; en cuanto a los soldados, sus bolsillos sacados a fuera (…) Hai que notar que las heridas se hallaban denegridas por los balazos a boca de jarro

En 1881 formó parte de la Asamblea Nacional de Ayacucho como representante de la provincia de Tarapacá convocado por Nicolás de Piérola luego de la Ocupación de Lima durante la Guerra del Pacífico. Este congreso aceptó la renuncia de Piérola al cargo de Dictador que había tomado en 1879 y lo nombró presidente provisorio. Sin embargo, el desarrollo de la guerra generó la pérdida de poder de Piérola por lo que este congreso no tuvo mayor relevancia.
En 1886 fue candidato a la diputación por la provincia de Cusco compitiendo contra Antonio Lorena en una violenta jornada electoral. Fue elegido diputado por la provincia de Cusco en 1892. Su mandato se vio interrumpido por la Guerra civil de 1894. 